# والتر إتش تايلور
والتر إتش تايلور (بالإنجليزية: Walter H. Taylor)‏ هو محامي أمريكي، ولد في 13 يونيو 1838 في نورفولك في الولايات المتحدة، وتوفي بنفس المكان في 1 مارس 1916.